# انقطاع الطمث في مكان العمل
انقطاع الطمث في مكان العمل هي قضية اجتماعية وموارد بشرية يعمل فيها الناس على زيادة الوعي بالتأثير الذي يمكن أن تحدثه أعراض انقطاع الطمث على الحضور والأداء في مكان العمل.

## النشاط
يستند النشطاء والصحفيون ومحترفو شؤون الموظفين والأكاديميون إلى الأبحاث المنشورة ويضغطون من أجل دعم العمال من خلال النقابات الصناعية (بما في ذلك يو أن آي أس او أن آا سي آا أس، تجمع النقابات العمالية  يو سي يو ، اي آي أس، أن آا أس يو تي ضبل يو) والتغييرات في التشريعات. في المملكة المتحدة بموجب قانون المساواة لعام 2010، يتم تغطية التمييز بسبب انقطاع الطمث من خلال ثلاث من الخصائص المحمية: التمييز على أساس السن والجنس والإعاقة. استكشفت مجموعة عمل المساواة بين الأحزاب التابعة للحكومة البريطانية سبب فشل أماكن العمل في مساعدة النساء اللائي يمررن بانقطاع الطمث

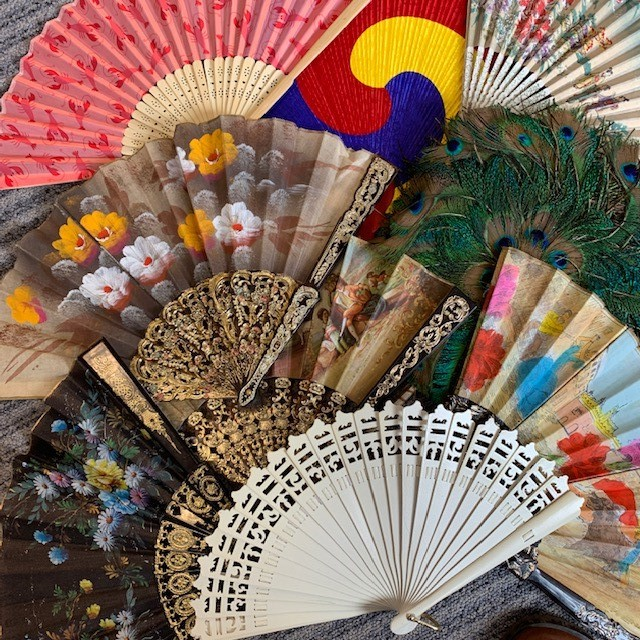
مراوح اليد، والتي هي مفيدة لمكافحة الهبات الساخنة المصاحبة لانقطاع الطمث

## الخلفية
متوسط العمر للانتقال إلى سن اليأس هو 51 عامًا. النساء فوق سن الخمسين يشكلن فئة سكانية متنامية في القوى العاملة. يُفقد 14 مليون يوم عمل بسبب سن اليأس كل عام في المملكة المتحدة. تركت حوالي 900000 امرأة وظائفهن في المملكة المتحدة بسبب أعراض سن اليأس مما يجعل الاستمرار في العمل مستحيلاً.
قدّرت دراسة أجرتها مايو كلينيك في يونيو 2023 خسارة سنوية قدرها 1.8 مليار دولار أمريكي في الولايات المتحدة بسبب أيام العمل الضائعة نتيجةً لأعراض انقطاع الطمث. كانت هذه إحدى أكبر الدراسات التي أُجريت حتى الآن لدراسة تأثير أعراض انقطاع الطمث على نتائج العمل. وخلص البحث إلى وجود حاجة ماسة لتحسين العلاج الطبي للنساء في سن اليأس وجعل بيئة العمل أكثر دعمًا لتجنب مثل هذه الخسائر في الإنتاجية.
تمر العديد من النساء بفترة انقطاع الطمث خلال حياتهن العملية، ودعم مكان العمل أمر حيوي. يعتبر انقطاع الطمث من قبل الكثيرين مسألة خاصة أو "قضية نسائية" أو "آخر موضوع محظور" في أماكن العمل. وجد اتحاد نقابات العمال أن العديد من أصحاب العمل لم يكونوا على دراية بالقضايا المعنية ولم يعالجوا المشكلات بطرق تساعد العمال. يشمل تأثير فشل أصحاب العمل في إجراء تعديلات معقولة فقدان أيام العمل بسبب الغياب وتأديب النساء على أسس الكفاءة بسبب مشاكل صحية. يتزايد عدد محاكم العمل في المملكة المتحدة المتعلقة بانقطاع الطمث.
يشير تقرير حكومي بريطاني إلى أن أصحاب العمل قادرون على إحداث تغييرات إيجابية من خلال "تغيير ثقافات المؤسسات؛ والتدريب الإلزامي على المساواة والتنوع؛ وتقديم المشورة المتخصصة؛ وسياسات الغياب المصممة خصيصًا؛ وأنماط العمل المرنة للنساء في منتصف العمر؛ والتغييرات البيئية منخفضة التكلفة نسبيًا" لتلبية تجارب النساء المختلفة. وقد أصدر معهد تشارترد للأفراد والتنمية مجموعة من الأدلة لمحترفي الموارد البشرية والمديرين.
ولا تزال هناك فجوة بحثية في تقييم فعالية هذه التدخلات.
في الولايات المتحدة، أجرى المعهد الوطني للشيخوخة بحثًا لاستكشاف تأثير انقطاع الطمث على صحة المرأة والشيخوخة. وقد أُولي اهتمام خاص لإشراك نساء من خلفيات عرقية وإثنية مختلفة في البحث، بما في ذلك الأمريكيات من أصل أفريقي والصينيات واللاتينيات واليابانيات. وقد ساعد هذا العلماء على تحديد الاختلافات العرقية والإثنية في تجارب النساء.

## ثقافة مكان العمل
يختلف القبول الاجتماعي لمناقشة انقطاع الطمث باختلاف الثقافات. فهو قضية متداخلة بين الجنس والعمر.
بالنسبة للعديد من النساء، يُنظر إليهن على أنه "ضربة مزدوجة أو ثلاثية" من مسؤوليات المنزل والعمل تأتي كما يحدث في الوقت الذي يكون فيه أطفالهن في سن المراهقة، ويكون آباؤهن كبارًا في السن وقد عادوا للتو من فترة انقطاع عن العمل. قد يأتي أيضًا في وقت زيادة مسؤوليات القيادة والإدارة. عندما تترك النساء المؤهلات لأدوار الإدارة العليا العمل في ذروة حياتهن المهنية، تكون هناك آثار مركبة على فجوة الأجور بين الجنسين وفجوة المعاش التقاعدي بين الجنسين. تقول ثلاث من كل خمس (59٪) نساء عاملات تتراوح أعمارهن بين 45 و 55 عامًا ويعانين من أعراض انقطاع الطمث أن لها تأثيرًا سلبيًا عليهن في العمل.
قد يرتبط دعم انقطاع الطمث بالصحة النفسية في العمل أيضًا. فقد أظهر استطلاع رأي أجرته إذاعة راديو 4 في برنامج "ساعة المرأة" عام 2018 أن 48% من النساء اللواتي يمررن بانقطاع الطمث أفدن بأنه "أثر سلبًا على صحتهن النفسية ومزاجهن". قد لا يدرك أصحاب العمل وجود اختلافات ثقافية في المواقف تجاه انقطاع الطمث. في مكان العمل، يصبح انقطاع الطمث قضية متداخلة تتعلق بدعم العاملين فيما يتعلق بالعمر والجنس والإعاقة والعرق.
حتى الآن، لا يُعدّ انقطاع الطمث سمةً محميةً  بموجب قانون المساواة لعام 2010. ينصّ قانون الصحة والسلامة في العمل لعام 1974 على العمل الآمن، والذي يشمل ظروف العمل عند ظهور أعراض انقطاع الطمث. وقد وُجّهت مؤخرًا دعواتٌ لسن تشريعاتٍ إضافية تُلزم أصحاب العمل بوضع سياسةٍ خاصةٍ بانقطاع الطمث في مكان العمل لحماية النساء اللواتي يمررن بانقطاع الطمث من التمييز أثناء العمل.

## العمل عن بعد
يمكن لبعض جوانب بيئة العمل أن تجعل أعراض انقطاع الطمث أسوأ، وخاصة البيئات الحارة أو سيئة التهوية.
يؤثر انقطاع الطمث أيضًا على العاملين عن بُعد. خلال جائحة كوفيد-19، تحولت العديد من النساء اللاتي عملن سابقًا في مقر صاحب العمل إلى العمل عن بُعد. في حين أن هناك بعض عناصر العمل عن بُعد التي قد يُفترض أنها أفضل للنساء في سن اليأس مثل المزيد من التحكم في درجة الحرارة وراحة بيئاتهن المنزلية، إلا أن هناك عوامل متعددة، مثل مسؤوليات التعليم المنزلي ومشاركة المساحة المحدودة في المنزل، والتي اجتمعت لتشكيل تجارب النساء العاملات في الإغلاق.

## تغييرات على القانون
صرحت كارولين نوكس، رئيسة لجنة المرأة والمساواة، عام 2021: "تتأثر ثلاث من كل خمس نساء سلبًا في العمل نتيجة انقطاع الطمث. ولا تقتصر تداعيات ذلك على الأفراد فحسب، بل إن استبعاد النساء في سن اليأس من مكان العمل يضر باقتصادنا ومجتمعنا ومكانتنا على الساحة العالمية. ورغم أن مئات الآلاف من النساء في المملكة المتحدة يمررن حاليًا بانقطاع الطمث - وهي عملية قد تكون مرهقة جسديًا ونفسيًا - إلا أن التشريعات تتجاهلها. لقد حان الوقت لكشف ومعالجة هذه المشكلة الجسيمة، التي ظلت غائبة عن الأنظار لفترة طويلة جدًا."
في عام 2022، نظر أعضاء حكومة المملكة المتحدة في تعديل قانون المساواة لعام 2010 ليشمل انقطاع الطمث كسمة محمية. كما كانوا يأملون في إلزام أصحاب العمل بتوفير تعديلات معقولة للموظفين الذين يعانون من انقطاع الطمث. في الوقت الحالي، لا يوفر قانون المملكة المتحدة الإنصاف المناسب للنساء اللاتي يتعرضن للتمييز في مكان العمل نتيجة لحالتهن المتعلقة بانقطاع الطمث. كما أن هناك فهمًا ضعيفًا بشكل عام للصحة والسلامة في العمل في هذا الصدد. يقترح مؤلفو التقرير تغييرًا كبيرًا لتحسين ظروف العمل للنساء وأولئك الذين يسعون في النهاية إلى الإنصاف القانوني:
تهدف توصياتنا لأصحاب العمل إلى ضمان تقليل عدد النساء اللاتي يحتجن إلى سبل انتصاف قانونية. ومع ذلك، فإن من يحتجن إلى اللجوء إلى القانون يحتجن، بل يستحقن، شبكة أمان أفضل. ندعو الحكومة إلى تفعيل المادة 14 من قانون المساواة لعام 2010 للسماح بدعوى التمييز المزدوج القائمة على أكثر من سمة محمية. كما نطالب الحكومة بإجراء مشاورات عاجلة بشأن جعل انقطاع الطمث سمة محمية بموجب قانون المساواة لعام 2010.

## إجازة انقطاع الطمث
أثار تقرير عام 2022 الصادر عن لجنة المرأة والمساواة في المملكة المتحدة مناقشات حول إمكانية قيام أصحاب العمل بوضع سياسات ودعم "إجازة انقطاع الطمث".

## أنواع العمل
صناعة الإعلام والترفيه
هناك عدد من الإعلاميين والصحفيين البارزين في المملكة المتحدة الذين عملوا على رفع مستوى الوعي بسن اليأس من خلال مشاركة تجاربهم الخاصة علنًا. ومن بينهم باتسي كينسيت، ودافينا ماكول، وجيني موراي، وكيرستي وورك، وجنيفر سوندرز، وبريدجيت كريستي، وجو وايلي وجيني إكلير.
الجامعات
قامت بعض مؤسسات التعليم العالي بإجراء تغييرات لدعم موظفيها. وتشمل هذه المؤسسات جامعة ليستر وكلية لندن الجامعية.
ومن بين الأكاديميين الذين أجروا أبحاثًا في هذا المجال: جو برويس، وبيليندا ستيفان، وويندي لوريتو وميرا هانتر.
تدريس
تم نشر إرشادات لدعم المعلمين أثناء انقطاع الطمث بواسطة اي آي أس، أن آا أس يو ضبل يو تي و أن اي ضبل يو
قوات الشرطة
نشرت الشرطة في إنجلترا وويلز إرشادات وطنية حول انقطاع الطمث، وهي مصممة لدعم وتقديم المشورة للأفراد، ومديري الخطوط، وكبار القادة، ومستشاري الصحة المهنية وصرحت المسؤولة الوطنية عن النوع الاجتماعي في المجلس الوطني لرؤساء الشرطة: "أعتقد حقًا أن إصدار هذه الإرشادات يمثل خطوة كبيرة إلى الأمام في مجال الشرطة". تشهد التركيبة السكانية لقوى الشرطة في جميع أنحاء المملكة المتحدة تغيرات، مع تزايد عدد الزميلات، وشيخوخة القوى العاملة في الأدوار الرئيسية في الخطوط الأمامية، بالإضافة إلى أدوار أخرى في مؤسساتنا. هناك آثار واضحة على الصحة والسلامة للنساء، وزملائهن، وعامة الناس، إذا لم ندعم قضايا انقطاع الطمث ونفهمها ونتعامل معها بشكل صحيح. كما يتوفر الدعم لأعضاء اتحاد شرطة اسكتلندا واتحاد شرطة أيرلندا الشمالية.
هيئة الخدمات الصحية الوطنية
تُدرك هيئة الخدمات الصحية الوطنية أنه "مع ازدياد أعمار سكاننا وعملهم لفترات أطول، ومع وجود عدد كبير من النساء العاملات في هيئة الخدمات الصحية الوطنية، من الضروري دعم الموظفين للحفاظ على صحتهم وازدهارهم في مكان العمل". وتؤكد الجمعية الطبية البريطانية على ضرورة اتباع أصحاب العمل نهجًا استباقيًا نحو بيئة عمل شاملة.
سياسة
دفع أعضاء البرلمان البريطاني إلى وضع سياسات واضحة في مكان العمل لحماية النساء اللاتي يمررن بانقطاع الطمث. وقالت راشيل ماكلين "رسالتي الأساسية هي: انقطاع الطمث هو آخر المحرمات لأنه لا يزال مخفيًا ولا يؤثر إلا على النساء ولا يؤثر إلا على النساء الأكبر سنًا. إنه تمييز على أساس السن، إنه تمييز على أساس الجنس، كل ذلك في واحد." تشمل النساء الأخريات اللاتي تحدثن عن تجاربهن كارولين هاريس، وجولي مارسون، وماريا كولفيلد، وكارولين نوكس. أعلنت داون بتلر، بصفتها وزيرة المرأة والمساواة في حكومة الظل، عن التزام حزب العمال بتقديم سياسة في مكان العمل لانقطاع الطمث بما في ذلك توفير وضمان سياسات العمل المرنة وإجراءات الغياب التي تلبي احتياجات النساء اللاتي يمررن بانقطاع الطمث. وقد تم تضمين سياسة مكان العمل لانقطاع الطمث هذه في بيان حزب العمال لعام 2019.
قانوني
أصدرت جمعية المحامين إرشادات للنساء اللاتي يعانين من انقطاع الطمث في المهنة القانونية وإرشادات للقضاة الذين يتلقون الأدلة من النساء.